# Jhelum (città)
Jhelum o Jehlum (urdu: جہلم) è una città nella provincia settentrionale del Punjab in Pakistan, nel distretto omonimo. Sorge sulla riva destra del fiume Jhelum ed è attraversata dall'antica Grande Strada Principale (Grand Trunk Road), originariamente costruita nel XVI secolo da Sher Shah Suri, che costruì anche il Forte Rohtas. Il censimento ufficiale del 1998 registrava una popolazione di quasi 146 000 abitanti, nel 2007 stimata intorno a 169.000.
La principale area di mercato della città è incentrata intorno a Shandar Chowk, e comprende Main Bazaar, Niya Bazaar, Chowk-Ehl-e-Hadith ecc.
Durante il dominio britannico fu costruito un acquartieramento, che è cresciuto fino a diventare un'importante guarnigione, con una Divisione di Fanteria comandata da un maggiore generale. La città ha dato i natali a figure di rilievo dell'esercito pakistano, a conferma di una tradizione militare.
Jhelum ha anche alcuni dei maggiori ospedali della regione.

## Storia

### Età antica
Jhelum è il sito della famosa battaglia dell'Idaspe combattuta nel 326 a.C. tra gli eserciti di Alessandro Magno e del re indiano Poro, che si pensa abbia avuto luogo alcuni chilometri a valle del centro della città. Nelle vicinanze sorgono anche Forte Rohtas, edificato nel XVI secolo, e il picco di Tilla Jogian (975 m), entrambi luoghi di grande importanza per la storia della regione.
Jhelum sorge sui resti dell'antica città di Bucefala che, secondo la tradizione, fu fondata da Alessandro in onore del suo amato destriero Bucefalo, morto nella battaglia dell'Idaspe.

### XIX secolo

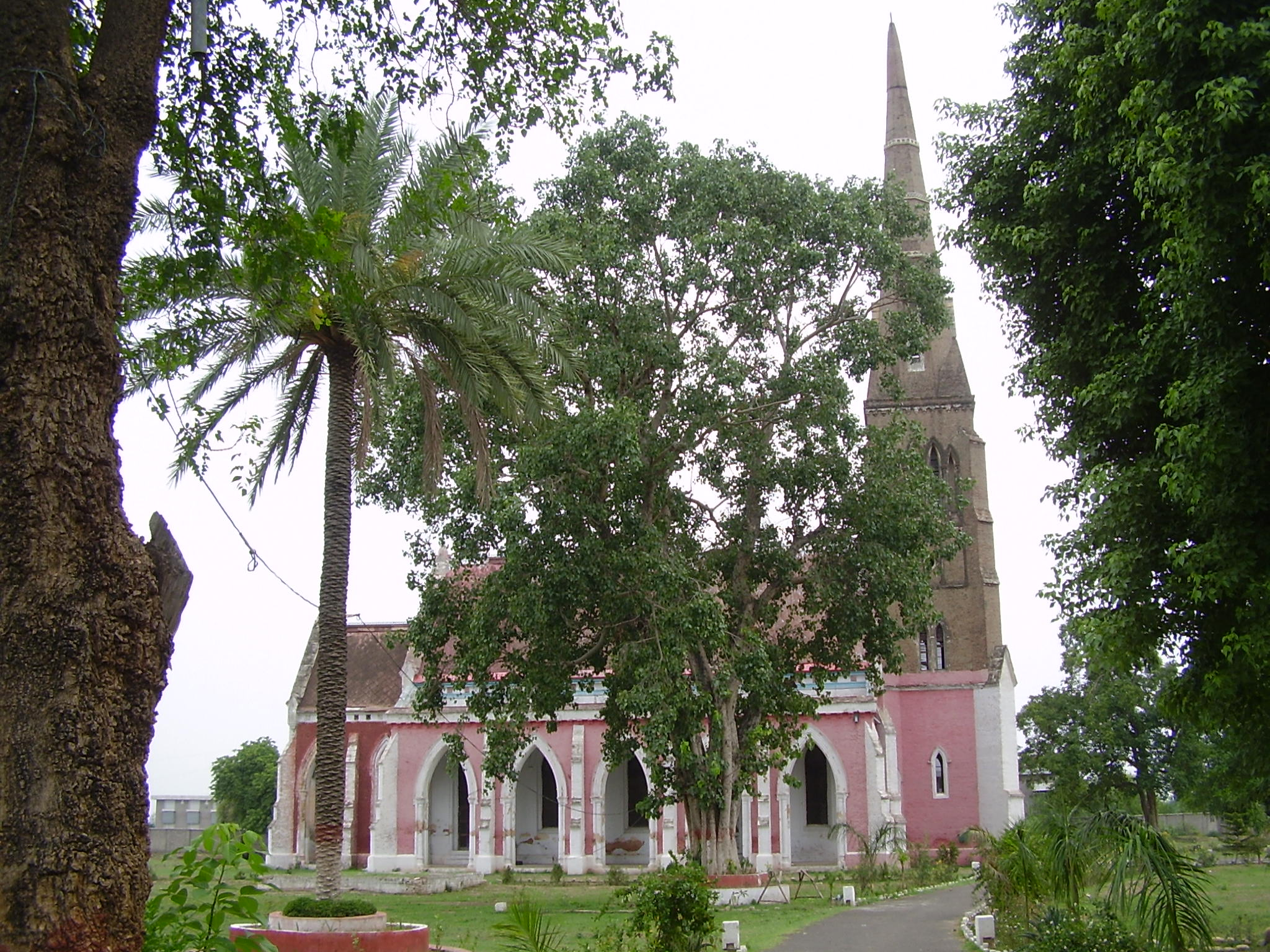
La Chiesa di San Giovanni a Jhelum.

Jhelum fu anche uno dei centri della rivolta indiana contro il dominio britannico, scoppiata nel 1857. Nel corso degli scontri a Jhelum, 35 soldati del XXIV Reggimento di Sua Maestà britannica furono uccisi dai partigiani locali: per ricordare questo evento, dopo aver stroncato la ribellione i britannici costruirono la Chiesa di San Giovanni a Jhelum, che è oggi uno degli edifici storici della città. Un leggio in marmo all'interno della chiesa mostra i nomi dei 35 soldati che morirono qui.
In questa battaglia William Connolly, un soldato britannico, conquistò la Victoria Cross. Sul fronte opposto dei ribelli, Mirza Dildar Baig (noto anche come Khaki Shah) fu il combattente per la libertà che prese parte alla lotta del 1857 a Jhelum e fu poi arrestato e impiccato vicino al fiume Jhelum. Qui si trova il suo santuario.
Il ponte ferroviario sul fiume Jhelum fu costruito nel 1873 dall'ingegnere britannico William St. John Galwey, che realizzò anche il grande Ponte dell'Imperatrice (Empress Bridge) sopra il fiume Sutlej.

## Cultura
A Jhelum si trova un famoso college di studi informatici, il PICS (Pakistan Institute of Computer Sciences).

## Economia
Jhelum è essenzialmente un centro industriale. Le principali industrie comprendono stabilimenti per la lavorazione del tabacco, del legno, del vetro e per la macinazione del grano.

## Sport
La città vanta un circuito da golf di alto livello, chiamato River-View Golf Club, dove si tengono regolarmente tornei nazionali di golf.